# Bondost
Bondost (pronunțat adesea bond-ost) este o varietate de brânză ce provine din Suedia, dar care este fabricată la momentul actual și în Statele Unite, mai exact la New York. 
Bondost fabricată din lapte de vacă este vândută sub formă cilindrică, cu diametrul de 13 cm și înălțimea de 9 cm. 